# Big Pine
Big Pine – jednostka osadnicza w Stanach Zjednoczonych, w stanie Kalifornia, w hrabstwie Inyo.